# Associação de Assistência à Criança Deficiente
Associação de Assistência à Criança Deficiente (AACD) é uma associação sem fins lucrativos brasileira, com sede em São Paulo, que visa tratar, reabilitar e reintegrar à sociedade crianças, adolescentes e adultos  com deficiencia. Possui centros de reabilitação em São Paulo, Osasco, Recife, Porto Alegre, Mogi das Cruzes, Uberlândia e Poços de Caldas.

## História
Fundada em 03 de agosto de 1950, a AACD nasceu do desejo do Dr. Renato da Costa Bomfim, especialista em Ortopedia, de contribuir para a melhoria da qualidade de vida das pessoas com deficiência física no Brasil.
Na época, o país enfrentava a poliomielite, que deixou sequelas motoras em centenas de pessoas, principalmente crianças. Em viagem aos Estados Unidos para conhecer o tratamento oferecido lá aos pacientes da doença, Dr. Bomfim encontrou centros de reabilitação modernos, novos equipamentos ortopédicos e protocolos diferenciados.
Inspirado em suas experiências no exterior, Dr. Bomfim decidiu trazer para o Brasil um novo modelo de assistência em Ortopedia e Reabilitação. Com o apoio de um grupo de voluntários, criou em São Paulo um centro de reabilitação com a mesma qualidade daqueles que visitou nos Estados Unidos, dando foco ao tratamento e à inclusão social de crianças e adolescentes com deficiência física. Nascia, assim, a Associação de Assistência à Criança Deficiente (AACD).
Desde então, a AACD ampliou o atendimento em Ortopedia e Reabilitação a pessoas de todas as faixas etárias, oferecendo assistência em nove Unidades espalhadas pelo Brasil. Hoje, a AACD é referência em sua área de atuação, resultado de uma trajetória marcada pelo compromisso com a excelência e pela dedicação à causa das pessoas com deficiência física.

## Unidades
Sede AACD Ibirapuera (SP)
LESF (SP)
AACD Mogi das Cruzes (SP)
AACD Mooca (SP)
AACD Osasco (SP)
AACD Recife (PE)
AACD Porto Alegre (RS)
AACD Poços de Caldas (MG)
AACD Uberlândia (MG)

## Tipos de pacientes
Na AACD, são atendidos pacientes com os seguintes diagnósticos:
- Paralisia Cerebral;
- Lesão medular;
- Mielomeningocele;
- Problemas Vasculares;
- Amputação dos membros inferiores e/ou superiore;
- Escoliose;
- Acidente Vascular Cerebral;
- Traumatismo cranioencefálico;
- Sequelas de Poliomielite.
- Doenças Neuromusculares;
- Esclerose Múltipla;
- Esclerose Lateral Amiotrófica;
- Doença de Parkinson;
- Malformação congênita;